# Gidalti Jr.
Gidalti Oliveira Moura Júnior (Belo Horizonte, 15 de novembro 1983) mais conhecido como Gidalti Jr., é um publicitário, professor de artes, pintor e desenhista brasileiro. 
Começou a trabalhar com quadrinhos em 2014, quando iniciou a produção do romance gráfico Castanha do Pará, lançado em 2016 de forma independente após ser viabilizado através da plataforma de financiamento coletivo Catarse. Por esse livro, Gidalti recebeu em 2017 o Prêmio Jabuti, primeiro lugar na categoria Histórias em Quadrinhos.
É formado em publicidade e propaganda pela Universidade da Amazônia (UNAMA), bem como em artes plásticas pela Universidade Federal do Pará (UFPA), pela qual também é mestre em artes.